# Bellmanstatuen
Bellmanstatuen er en skulptur fra 1872 som forestiller den svenske digter Carl Michael Bellman. Statuen er skabt af billedhuggeren Alfred Nyström og er opstillet på Hasselbacken, Södra Djurgården samt i en kopi ved Kräftriket ved Brunnsviken, begge i Stockholm.
Bellmanstatuen var Nyströms debutværk og blev meget værdsat ved afsløringen. Han fik opgaven med at skabe statuen i bronzeret zink i 1870 og fik under arbejdet August Strindberg til at sidde model. Nyström plejede omgang med Strindberg og kaldes Albert i den selvbiografiske roman Tjenestekvindens søn. Statuen forestiller en siddende Bellman med sin lut på en høj sokkel af granit.
Værket blev opstillet i 1872 på Hasselbacken på Djurgården, i den forbindelse var det tæt på, at den nærtstående Bellmansegen blev skåret ned for at gøre plads til statuen; placeringen blev dog ændret og i dag står Bellmansstatuen og Bellmansegen op ad hinanden.

### Trykte kilder
- Brusewitz, Gunnar (1969). Stockholm, staden på landet. Stockholm: Wahlström & Widstrand.Libris 1789588

59°19′29.3″N 18°5′53.9″Ø / 59.324806°N 18.098306°Ø